# 126-й Нью-Йоркский пехотный полк
126-й Нью-Йоркский добровольческий пехотный полк (англ. 126th New York Volunteer Infantry Regiment),  — один из пехотных полков армии Союза во время Гражданской войны в США. Полк был сформирован весной 1862 года, попал в плен после капитуляции Харперс-Ферри, впоследствии был отпущен по обмену и участвовал во многих сражениях на востоке вплоть до Аппоматтокса. В ходе сражения при Геттисберге полк был задействован в отражении атаки Пикетта.

## Формирование
15 июля 1862 года полковник Элиаким Шеррилл был уполномочен набрать полк в округах Онтарио, Сенека и Етс. Роты А и В были набраны в округе Етс, роты С и I в округе Сенека, роты D, H, и K в округе Онтарио, рота Е в Женеве и Рашвилле, рота F - в округах Онтарио и Сенека, рота G - в округах Онтарио,Сенека и Етс.
Полк был сформирован в Женеве и 22 августа 1862 года был взят на службу в федеральную армию в городке Трой сроком на 3 года.

## Боевой путь

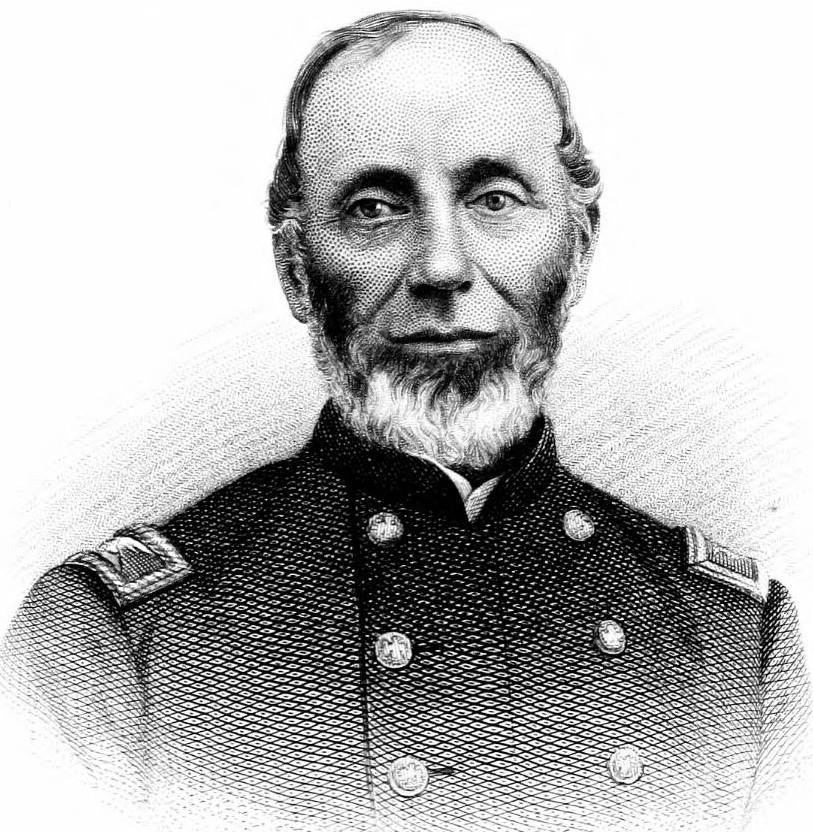
Полковник Элиаким Шеррилл

2 сентября 1862 года полк был направлен в Балтимор, а оттуда в вирджинский Мартинсберг. 11 сентября он был отведён в Харперс-Ферри и включён в отряд Нельсона Майлза для участия в обороне Харперс-Ферри. 12-13 сентября полк участвовал в боях за Мерилендские высоты, где потерял 16 человек убитыми и 42 ранеными. 14-15 сентября полк сражался на Боливарских Высотах. 15 сентября гарнизон Харперс-Ферри капитулировал.
Полк был условно освобождён и направлен в Аннаполис, откуда переведён в лагерь Кэмп-Дуглас для временного содержания вплоть до обмена. В лагере он использовался в качестве охранения. Нездоровый климат и плохое питание привели к тому, что в полку к ноябрю умерло около 40 человек и ещё 60 были тяжело больны.
22 ноября полк был формально освобождён по обмену и направлен в Вашингтон, в лагерь на Арлингтонских высотах. В декабре его перевели в Сентервилл.
В феврале 1863 года полк был включён в бригаду Александра Хайса, которая была частью дивизии Кейси и использовалась для обороны Вашингтона. 25 июня полк был включён в полевую Потомакскую армию - 3-ю бригаду 3-й дивизии II корпуса (бригаду Джорджа Уилларда).
2 июля 1863 года полк участвовал в сражении при Геттисберге. Когда южане (бригада Барксдейла) захватили федеральные позиции у Персикового Сада, генерал Хэнкок лично повёл бригаду Уилларда в контрнаступление. Бригада была построена в две линии: 126-й стоял в первой линии правым, а 125-й - левым. 111-й и 39-й нью-йоркские стояли во второй линии. Бригада была единственным препятствием на пути наступающих южан Барксдейла. Ньюйоркцы тогда не знали, что бригада Барксдейла - эта та самая, с которой они сражались на Мерилендских высотах под Харперс-Ферри.
Во время этой атаки полковник Уиллард был убит и полковник Элиаким Шеррилл принял командование бригадой (сдав полк подполковнику Джеймсу Буллу).